# Áp lực cao nguyên
Áp lực cao nguyên (hay P plateau, PPLAT) là áp lực tác dụng lên đường thở nhỏ và phế nang trong quá trình thở máy áp lực dương. Chỉ số được đo trong thời gian tạm dừng thở trên máy thở cơ học.
Trong hội chứng suy hô hấp cấp tính (ARDS), P plateau duy trì < 30 cm nước.